# Turm von Sarayın
Koordinaten: 36° 29′ 4″ N, 34° 9′ 18″ O

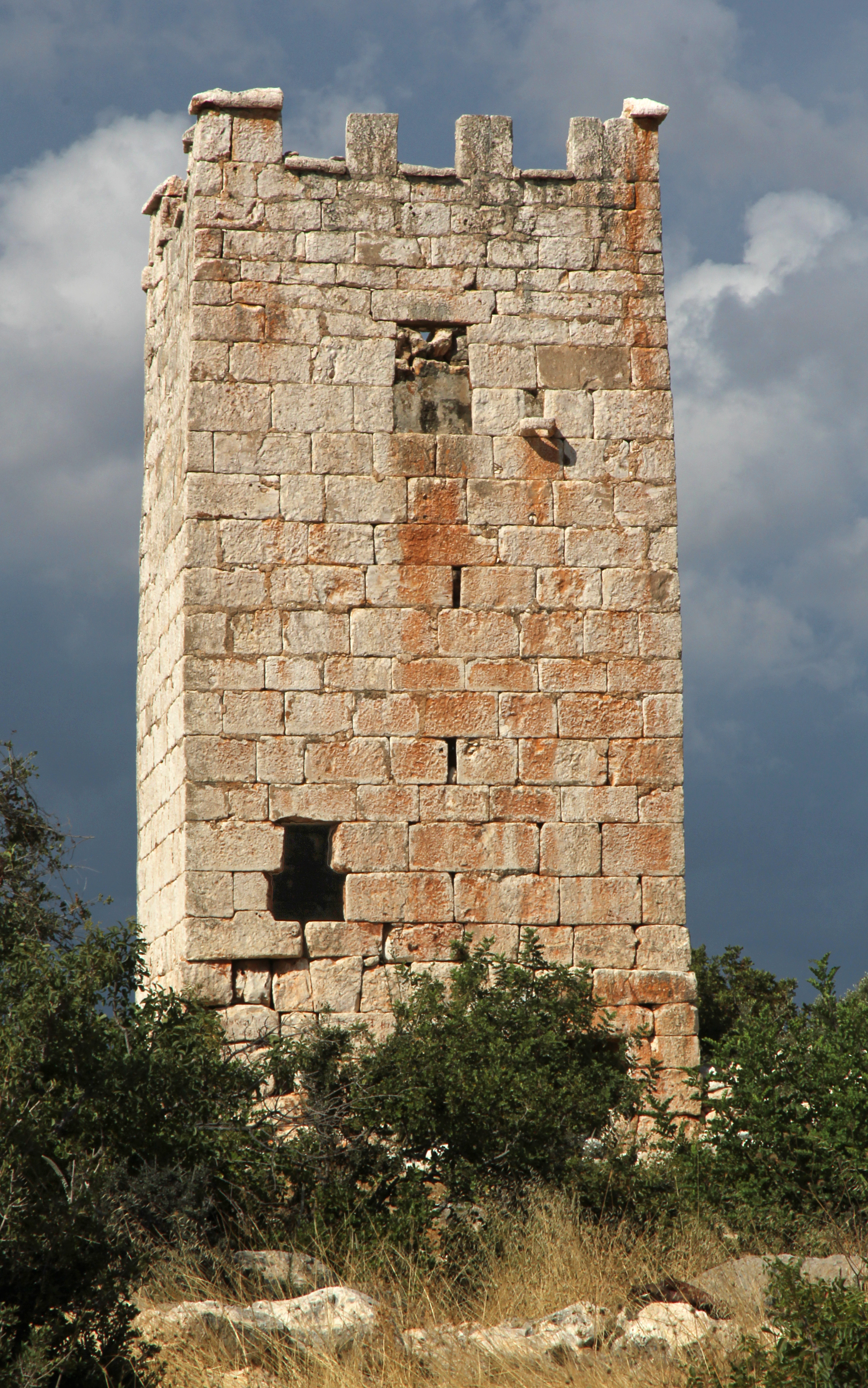
Turm von Sarayın, Eingangsseite von Süden

Der Turm von Sarayın ist ein antiker Wachturm im Rauen Kilikien.

## Lage
Der Turm steht im Landkreis Erdemli der türkischen Provinz Mersin, etwa drei Kilometer nordöstlich von Kızkalesi, zwei Kilometer westlich von Ayaş, dem antiken Elaiussa Sebaste und 20 Kilometer südwestlich von Erdemli. Er liegt östlich der Straße, die am Ortsrand von Kızkalesi, dem alten Korykos, nach Norden führt entlang der Ostseite des Tales Şeytan Deresi, vorbei an den Felsgräbern von Adamkayalar sowie den Siedlungsresten von Demirciören und Hıdırlı, über Hüseyinler nach Cambazlı und weiter nach Uzuncaburç, dem antiken Olba. Etwa zwei Kilometer nordwestlich, ebenfalls rechts der Straße, liegen der Turm von Gömeç und der ältere Turm von Gücük, vier Kilometer südwestlich der Turm von Akkum sowie fünf Kilometer südwestlich der Turm von Boyan.

## Beschreibung

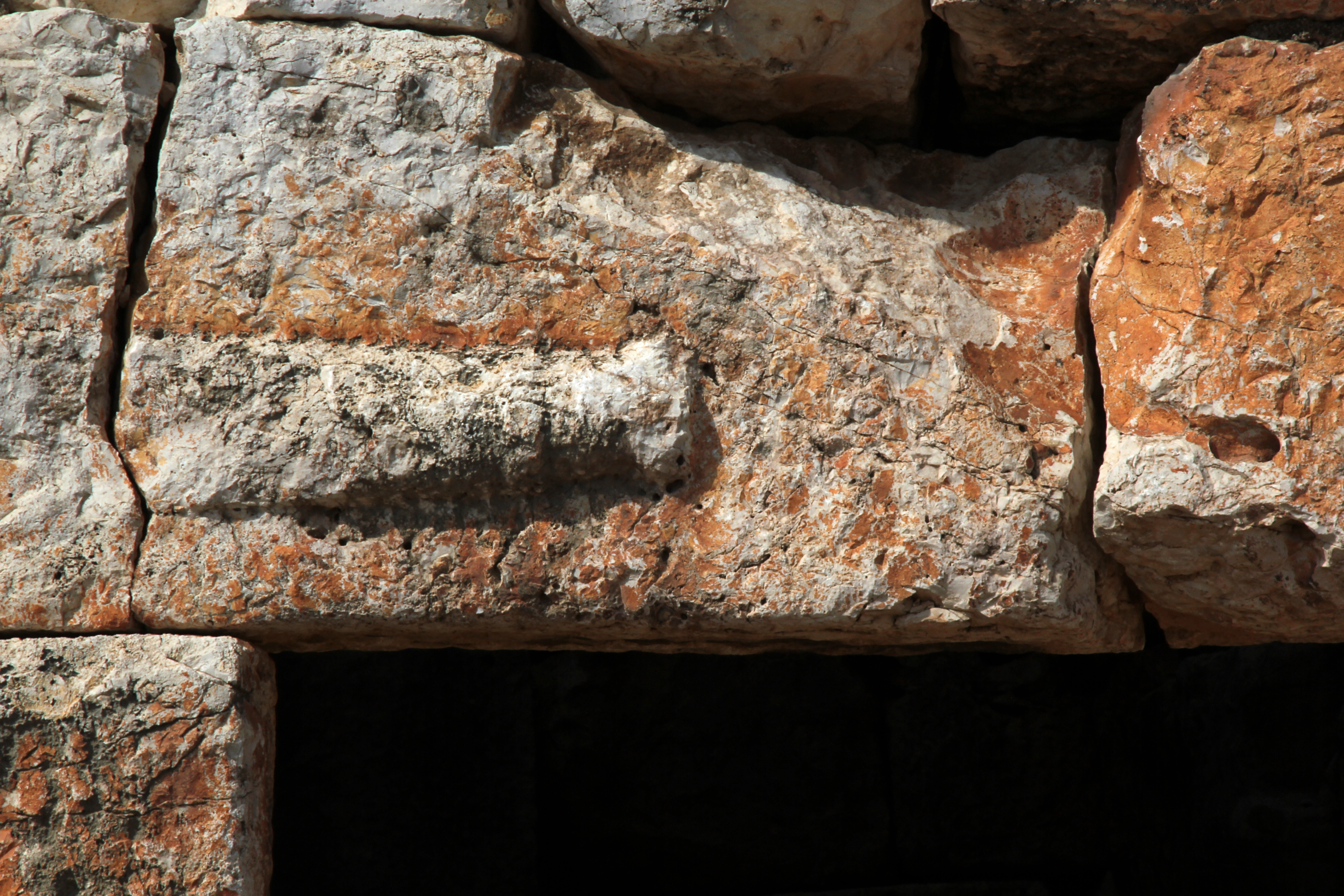
Keule als Olbisches Zeichen

Der Turm mit den Grundmaßen 4,07 × 4,14 Metern ist mörtellos in pseudoisodomer Mauertechnik erbaut, das heißt aus Quadern, die innerhalb der Steinschichten gleichformatig sind, aber von einer zur anderen Reihe in der Größe variieren können. Er hatte neben dem Erdgeschoss drei Obergeschosse sowie darüber eine Verteidigungsplattform, die von gut erhaltenen Zinnen umfasst wird. Die Böden der Stockwerke lagen teils auf Konsolen, teils auf Absätzen auf, beim ersten Obergeschoss sind Auflagelöcher in der Nord- und Südwand für einen einzelnen Balken zu sehen. Das Erdgeschoss besitzt keinerlei Lichtöffnung, in den nächsten Stockwerken sind an mehreren Seiten Schlitzfenster und im dritten Obergeschoss ein Fenster in der Südwand. Ein gleiches an der Nordwand wurde nachträglich mit Kleinquadern zugemauert. An der Nordseite sind für das dritte Obergeschoss und die Kampfplattform Wasserabläufe erkennbar, für die unüberdachte Plattform sind zusätzliche Entwässerungsschlitze eingebaut. Die Nassräume im ersten Obergeschoss wurden über ein Ausgusssystem nach Osten zum Bodenniveau entwässert. Die Eingangstür befindet sich in der Südwand, darüber ist außen im Sturz eine Keule reliefiert. Verschiedenartige Zeichen, zu denen auch die Keule gehört, sind an zahlreichen Gebäuden der Region, hauptsächlich an Türmen und Türstürzen, angebracht, sie werden als Olbische Zeichen bezeichnet und weisen auf die Zugehörigkeit zum Priesterstaat von Olba hin.
In der Umgebung des Turmes liegen Reste von Wirtschaftsgebäuden und einer Ölpresse.

## Türme im Rauen Kilikien
Im Rauen Kilikien, besonders im Gebiet zwischen den Flüssen Kalykadnos, heute Göksu, und Lamos, heute Limonlu, finden sich zahlreiche Türme aus späthellenistischer Zeit bis in die römische Kaiserzeit. Teils freistehend, teils in Siedlungen und Festungsanlagen eingebaut, ist allen gemeinsam erkennbar die Funktion als Wachturm. Sie dienten der Verteidigung gegen Angriffe, hauptsächlich durch Piraten, die sich hier niedergelassen hatten, nachdem die Herrschaft über das Gebiet im 2. Jahrhundert v. Chr. von den Seleukiden an die Römer übergegangen war. Fünf freistehende Türme (Akkum, Boyan, Gömeç, Sarayın und Yalama) in isodomer Bauweise gruppieren sich um Korykos und Elaiussa Sebaste, die sich um die Jahrtausendwende als Metropolis der Region abwechselten. Bei ihnen lässt sich zusätzlich eine Wohn- und Lagerfunktion erkennen. In den unteren, lichtlosen Stockwerken konnten Lebensmittel wie Getreide gelagert werden, ebenfalls dienten sie als Rückzugsort der Bewohner der näheren Umgebung. Von den oberen, zinnenbewehrten Plattformen aus konnten sie von Bogenschützen verteidigt werden. Anhand der gleichartigen Bauweise und der Tatsache, dass sie sich in einer Entfernung von drei bis fünf Kilometern voneinander befanden, können sie als zusammengehörige Gruppe mit Wach- und Signalcharakter betrachtet werden. Ihre vermutliche Entstehungszeit wird eingegrenzt durch das Ende der seleukidischen Herrschaft 133 v. Chr., die Besiegung der Piraten 65 v. Chr. durch Pompeius und als spätesten Zeitpunkt 74 n. Chr., als das Gebiet römische Provinz wurde.

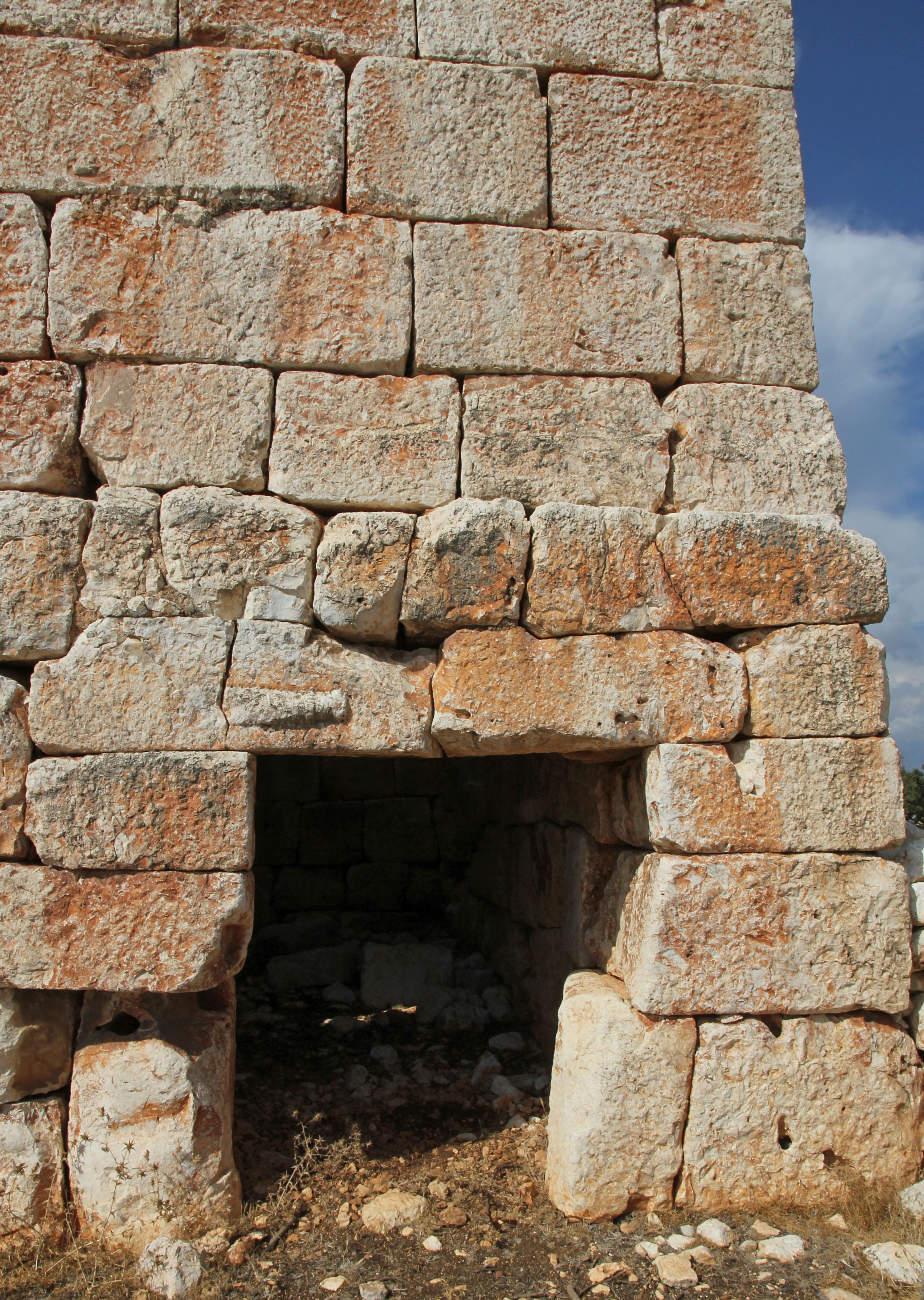
Tür mit Keule
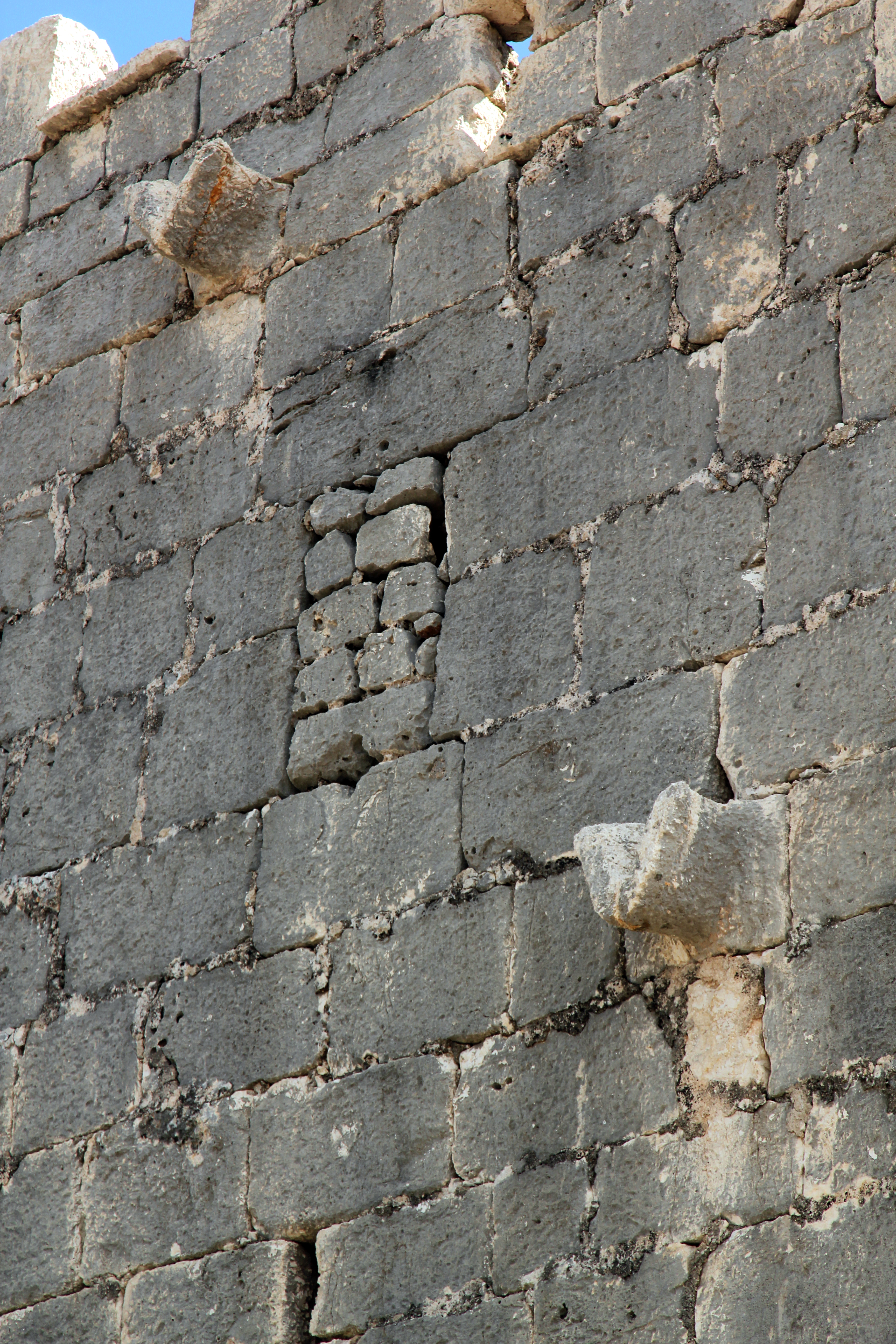
Wasserspeier und zugemauertes Fenster der Nordseite
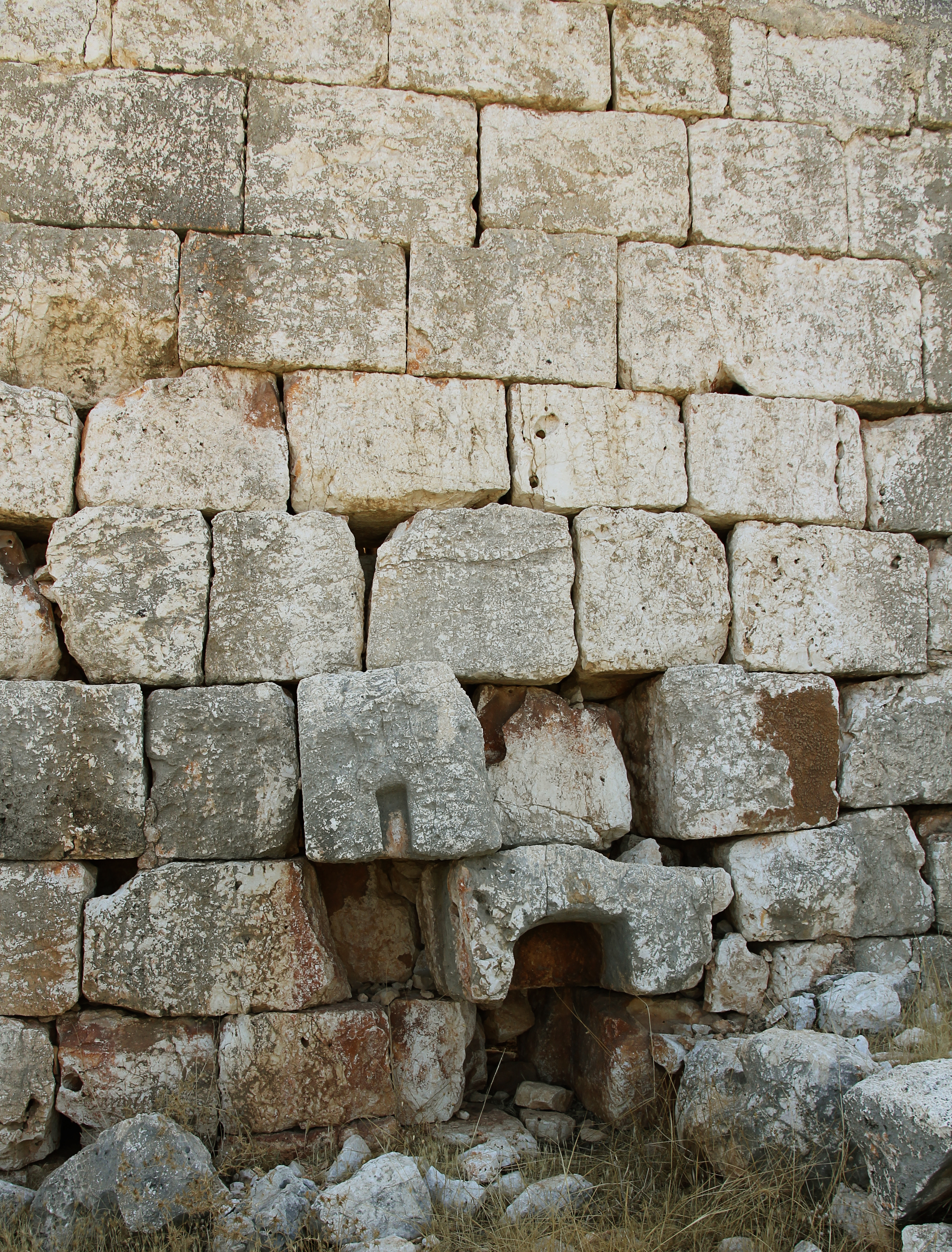
Entwässerung der Nassräume an der Ostseite
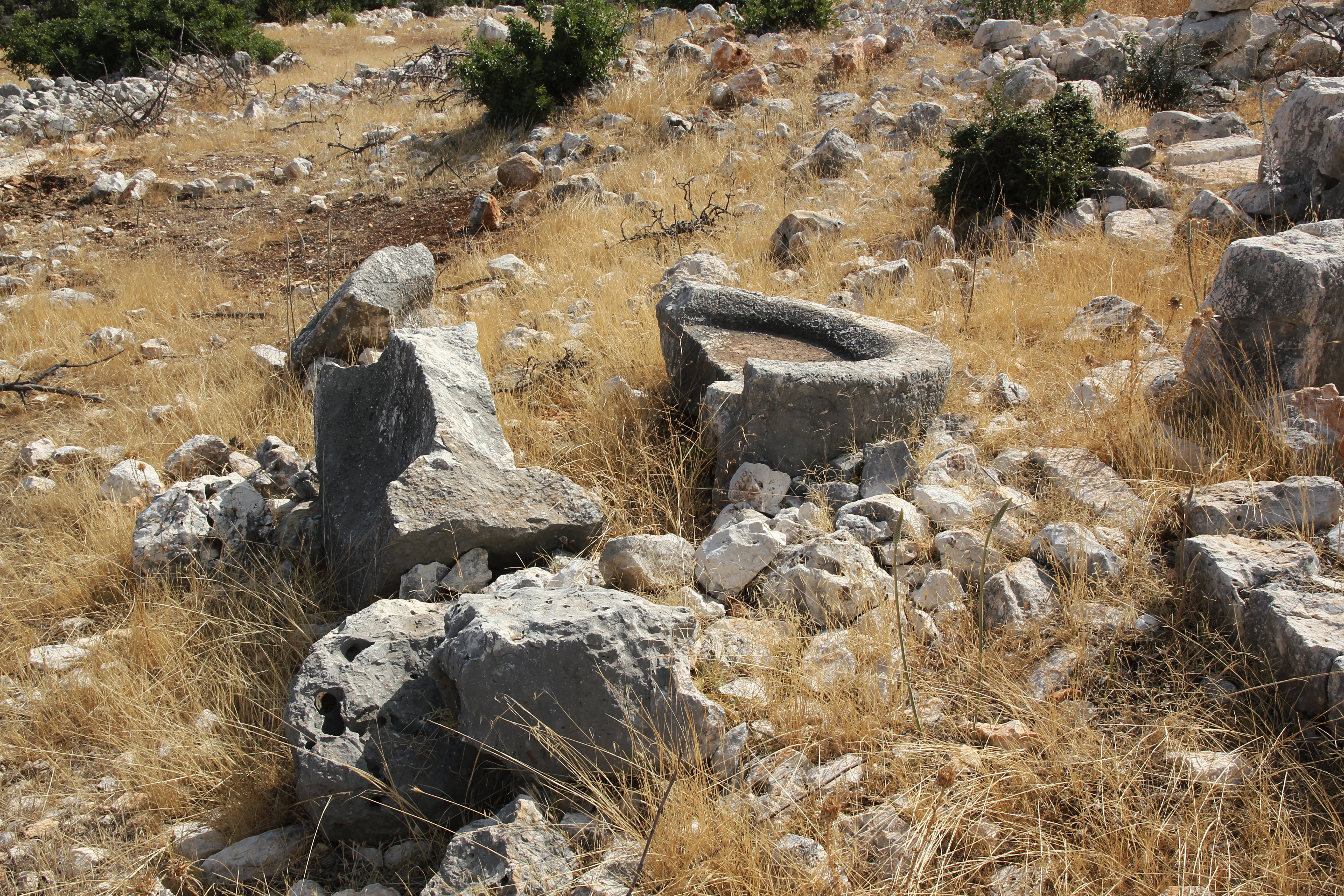
Ölpresse